# اوسارامانا
اوسارامانا، (بالإنجليزية: Ussaramanna)‏، هي بلدية، في مقاطعة جنوب سردينيا، في منطقة سردينيا الإيطالية، وتقع على بعد حوالي 60 كم (37 ميل) شمال غرب كالياري، وحوالي 15 كم (9 ميل) شمال سانلوري.

## السكان
في سنة 1861 بلغ عدد السكان 623 نسمة، وتطور العدد ليصل في سنة 2011 لـ 556 نسمة.
يظهر هذا المخطط البياني تطور النمو السكاني لـ اوسارامانا